# ایجا هایتیاینن
ایّا هوتیئَنن (انگلیسی: Eija Hyytiäinen; ۴ ژانویهٔ ۱۹۶۱ – ) اسکی‌باز صحرانوردی اهل فنلاند بود.